# Gustav Carl Laube

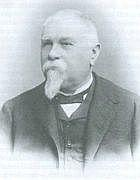
Gustav Carl Laube 1910

Gustav Carl Laube, auch Gustav Karl Laube (* 9. Januar 1839 in Teplitz-Schönau, Böhmen, Kaisertum Österreich; † 12. April 1923 in Prag, Tschechoslowakei) war ein böhmisch-österreichischer Geologe, Paläontologe und Forschungsreisender.

## Leben
Gustav Carl Laube studierte Geologie und Paläontologie an der Karls-Universität Prag, der Ludwig-Maximilians-Universität München und der Eberhard Karls Universität Tübingen. Nach seiner Promotion 1865 zum Dr. rer. nat. wurde er Assistent am Polytechnischen Institut in Wien und war Assistent am Hof-Mineralienkabinett an der Technischen Hochschule und der Universität Wien bei Eduard Suess und habilitierte sich 1866 für das Fach Paläontologie.

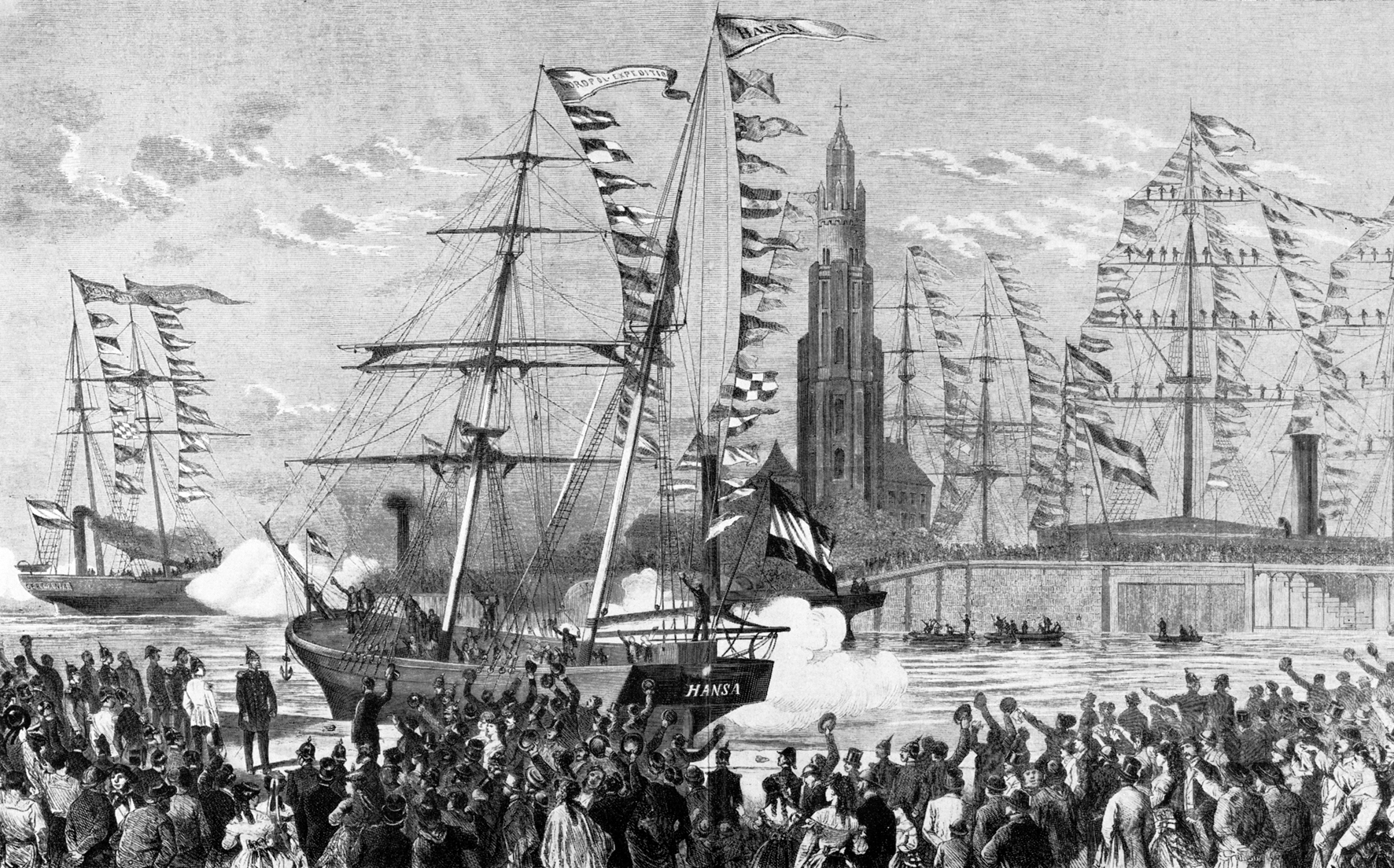
Auslaufen der Schiffe Germania (linker Bildrand) und Hansa am 15. Juni 1869 aus Bremerhaven

1869 bis 1870 nahm er als Geologe an der Zweiten Deutschen Nordpolar-Expedition unter der Leitung des Kapitäns der Germania Karl Koldewey auf dem Segelschiff Hansa unter Kapitän Friedrich Hegemann mit dem ebenfalls eingeschifften Zoologen Reinhold Wilhelm Buchholz teil. Die Hansa wurde vom Eis eingeschlossen, zerdrückt und ging unter. Die Expeditionsteilnehmer konnten sich auf eine Eisscholle retten, trieben 1.500 Kilometer südwärts und landeten nach über 6 Monaten in Friedrichsthal (Narsaq Kujalleq).

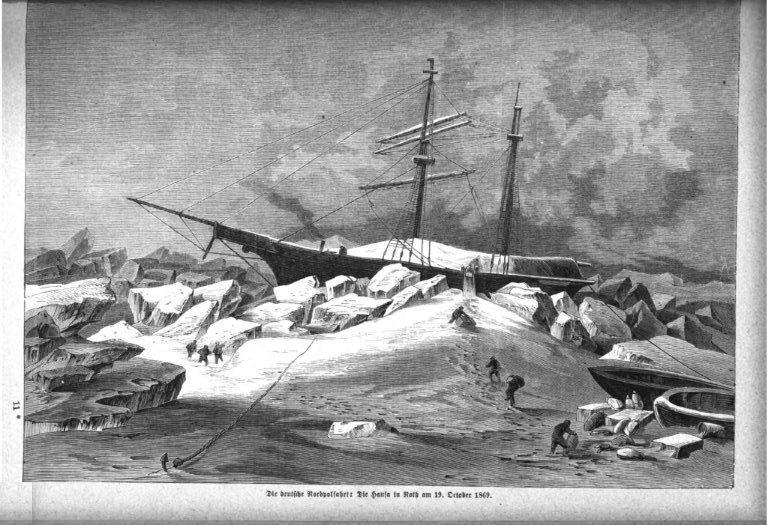
Die Hansa in Not, 1869.

1871 wurde Laube ordentlicher Professor für Mineralogie und Geologie am Polytechnikum in Prag und von 1878 bis 1910 Professor für Geologie und Paläontologie an der deutschen Karl-Ferdinands-Universität in Prag. 1893/94 war er deren Rektor. Er errichtete in Prag das neue geologisch-paläontologische Institut, war Fachmann für die gesamte Geologie und Petrographie, seit 1891 Vorsitzender der Gesellschaft zur Förderung von Wissenschaften, Kunst und Literatur in Böhmen und von 1892 bis 1923 Geschäftsführer des Verein für die Geschichte der Deutschen in Böhmen.

## Anerkennung
Im Sommer 1870 wurde der Laube-Berg an der Ostküste von Spitzbergen nach ihm benannt.
Im Jahr 1874 wurde er zum Mitglied der Leopoldina gewählt. Gustav Carl Laube wurde 1879 Ehrenbürger seiner Geburtsstadt Teplitz-Schönau für die Wiederauffindung der Thermalquellen nach dem Wassereinbruch in einem Bergwerk im benachbarten Dux (Duchcov) am 10. Februar 1879.
Zur Zeit der Monarchie Österreich-Ungarn erfolgte vor 1918 seine Erhebung in den erbländisch-österreichischen Adelstand als Edler von Laube (Hans von Stratowa: Wiener Genealogisches Taschenbuch 1926–1937, Selbstverlag Wien, 1. Jahrgang 1926).

## Familie
Die Frauenrechtlerin Lucia Laube (* 28. Mai 1872 in Prag, verstorben am 14. Oktober 1945 im Internierungslager für Deutsche 1945–1948 in Terezín, Bezirk Leitmeritz/Tschechoslowakei) ist seine Tochter. Sie war Präsidentin des Prager deutschen Frauen-Erwerbsverein und Mitglied des Bundes österreichischer Frauenvereine.

## Schriften
Gesamtverzeichnis siehe Lotos 72, 1924, S. 8 bis 14
- Die Fauna der Schichten von St. Cassian : ein Beitrag zur Paläontologie der alpinen Trias.

1. Spongitarien, Corallen, Echiniden und Crinoiden. 1865.
2. Brachipoden und Bivalven. 1865.
3. Gastropoden. 1868.
4. Gastropoden. 1869.
5. Cephalopoden. 1869.

- Die Echinoiden der oberen Tertiärablagerungen. Wien 1871.
- Die Reise der Hansa ins nördliche Eismeer – Geologische Beobachtungen dazu, 1871
- Aus der Vergangenheit Joachimstals. Prag 1873.
- mit Carl Tragau und Georg Bruder (1856–1916), Gründer des geologischen Museums in Aussig an der Elbe, ausgelagert nach Türmitz: Tafeln zur Benützung beim Studium der Geologie und Palaeontologie. Prag: Calve, 1878.
- Geologische Excursionen im Thermalgebiet des nordwestlichen Böhmens. Leipzig: Veit, 1884.
- Geologie des böhmischen Erzgebirges, 2 Bände, Prag 1886/1887.
  - Band 1: Geologie des westliches Erzgebirges, Kommissionsverlag Fr. Rivnac, Prag 1876 (Link zum Digitalisat des Buches)
- Der geologische Aufbau in Böhmen, 1891, 1923
- Volksthümliche Überlieferungen aus Teplitz und Umgebung. Prag 1896.
- Schildkrötenreste der böhmischen Braunkohlenformation, 1896
- Die geologischen Verhältnisse des Mineralwassergebietes von Giesshübl Sauerbrunn. Kyselka: Mattoni, 1898.
- Die Entstehung der farbentragenden Verbindungen an den Prager Hochschulen. Deutsche Arbeit, I. Jg. (1902), H. 7.
- Die Hallstadtsiedlung am Borschen, 1927